# Sainte-Foy (Vendée)
Sainte-Foy is een gemeente in het Franse departement Vendée (regio Pays de la Loire) en telt 1357 inwoners (1999). De plaats maakt deel uit van het arrondissement Les Sables-d'Olonne.

## Geografie
De oppervlakte van Sainte-Foy bedraagt 15,5 km², de bevolkingsdichtheid is 87,5 inwoners per km².
De onderstaande kaart toont de ligging van Sainte-Foy (Vendée) met de belangrijkste infrastructuur en aangrenzende gemeenten.

## Demografie
Onderstaande figuur toont het verloop van het inwonertal (bron: INSEE-tellingen).

1. ↑  Populations de référence 2022.